# Caryonopera triangularis
Caryonopera triangularis är en fjärilsart som beskrevs av George Thomas Bethune-Baker 1911. Caryonopera triangularis ingår i släktet Caryonopera och familjen nattflyn. Inga underarter finns listade i Catalogue of Life.